# Языки национальных меньшинств в Хорватии

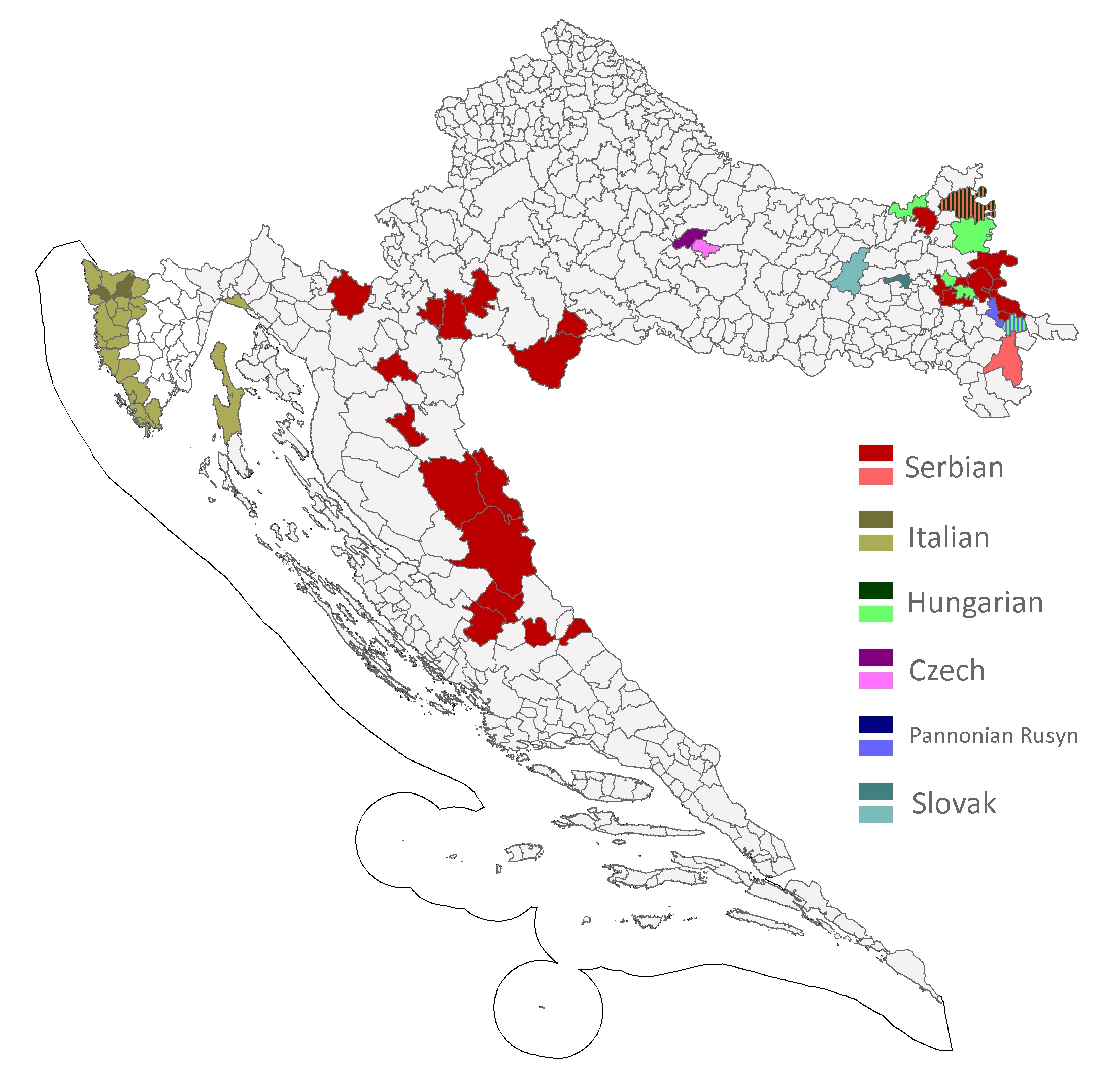
Список муниципалитетов, в которых используются официальные языки национальных меньшинств

Языки национальных меньшинств в Хорватии ― совокупность официально признаваемых и защищаемых языков и систем письменности представителей национальных меньшинств в Хорватии. 
Конституция Хорватии в своей преамбуле определяет Хорватию с одной стороны, как национальное государство этнических хорватов, и с другой стороны ― также как и страну других коренных народов, которых конституция признаёт в качестве официальных национальных меньшинств. 
Национальными меньшинствами, перечисленными и признанными в Конституции, являются сербы, чехи, словаки, итальянцы, венгры, евреи, немцы, австрийцы, украинцы, русины, боснийцы, словенцы, черногорцы, македонцы, русские, болгары, поляки, цыгане, румыны, истрорумыны («валахи»), турки и албанцы. Статья 12 конституции гласит, что официальным языком в Хорватии является хорватский, но также говорится о том, что в некоторых местных органах власти может быть введён в официальное употребление другой язык, кириллица или другая письменность. Хорватия признаёт следующие языки: албанский, боснийский, болгарский, чешский, немецкий, иврит, венгерский, македонский, черногорский, польский, цыганский, румынский, русский, русинский, сербский, словацкий, словенский, турецкий и украинский.
Официальное использование языков меньшинств определяется соответствующим национальным законодательством и международными конвенциями и соглашениями, которые подписала Хорватия. Наиболее важными нормативно-правовыми актами в данной сфере являются Конституционный закон о правах национальных меньшинств, Закон об использовании языков и письменности национальных меньшинств и Закон об обучении на языке и письменности национальных меньшинств. Международными соглашениями по данному вопросу являются Европейская хартия региональных языков или языков меньшинств и Рамочная конвенция о защите национальных меньшинств. Определённые гарантии прав меньшинств были достигнуты посредством двусторонних соглашений и международных соглашений, таких как договор в Озимо и Эрдутское соглашение.
Законодательство о правах национальных меньшинств иногда подвергается критике. Так, положение о том, что необходимо 33,3% населения представителей группы меньшинств в некоторых единицах местного самоуправления для обязательного введения официального использования языков меньшинств экспертами считается слишком высоким, принимая во внимание, что Консультативный комитет по Рамочной конвенции о защите национальных меньшинств Совета Европы считает разумным порог от 10% до 20%. Хорватское руководство не всегда демонстрирует благожелательные взгляды на вопросы прав нацменьшинств, однако процесс вступления Хорватии в Европейский Союз положительно повлиял на использование языков меньшинств в государстве.